# 银山石刻
银山石刻，位于山东省泰安市东平县银山镇。是中华人民共和国山东省省级文物保护单位之一。
2010年，列入第三批泰安市文物保护单位。2015年6月23日，列入第五批山东省文物保护单位，该文物保护单位分类为石窟寺及石刻。